# Fresh Fruit for Rotting Vegetables
Fresh Fruit for Rotting Vegetables —en español: Fruta fresca por verduras podridas— es el primer álbum de la banda punk estadounidense Dead Kennedys, publicado en 1980.
Se trata del álbum mejor vendido del grupo, el cual se ha transformado en un clásico del punk rock de EE. UU; en él aparece una de sus canciones más conocidas, "Holiday in Cambodia".

## Lista de temas
- Todas compuestas por Jello Biafra, a menos que se indique.

Cara A
1. "Kill the Poor" (East Bay Ray, Jello Biafra) – 3:07
2. "Forward to Death" (6025) – 1:23
3. "When Ya Get Drafted" – 1:23
4. "Let's Lynch the Landlord" – 2:13
5. "Drug Me" – 1:56
6. "Your Emotions" (East Bay Ray) – 1:20
7. "Chemical Warfare" – 2:58

Cara B
1. "California Über Alles" (Jello Biafra, John Greenway) – 3:03
2. "I Kill Children" – 2:04
3. "Stealing People's Mail" – 1:34
4. "Funland at the Beach" – 1:49
5. "Ill in the Head" (6025, Jello Biafra) – 2:46
6. "Holiday in Cambodia" (Dead Kennedys) – 4:37
7. "Viva Las Vegas" (Doc Pomus, Mort Shuman) – 2:42

## Personal
- Jello Biafra - voz
- East Bay Ray - guitarra
- Klaus Flouride - bajo
- Ted - batería